# رابيدوم
رابيدوم (بالإنجليزية: Rapidum) كانت مدينة رومانية بربرية في موريتانيا القيصرية وتقع 100 كم جنوب إكوزيوم. تقع في مدينة جواب الحالية بالجزائر.